# Höl
Höl är en by och tidigare småort i Värmdö kommun belägen söder om Stavsnäs by på nordöstra Värmdö. Byn, som har anor sedan medeltiden, är numera sammanväxt med den moderna bebyggelsen på Stavsnäs Gärde. Öster om byn ligger Hölö med sin sommarstugebebyggelse. Vid 2015 års småortsavgränsning hade småorten vuxit samman med tätorten Stavsnäs.